# Wireless High-Definition Interface
De Wireless High Definition Interface of Wireless Home Digital Interface (WHDI) is een draadloze verbindingstechnologie voor high definition video- en audiosignalen. WHDI biedt een interface tussen elke compatibele digitale bron van audio/video zoals een settopbox, dvd-speler, versterker en een compatibel scherm zoals een plasmascherm of een lcd-scherm en computers.
WHDI wordt ontwikkeld door het Israëlische bedrijf Amimon Ltd en is inmiddels omarmd door onder andere Hitachi, Motorola, Sharp, Samsung en Sony.
Belangrijk verschil tussen WHDI en Wireless HDMI is dat bij WHDI de signalen ongecomprimeerd worden verzonden. In principe wordt het beeld dus zonder verlies weergegeven. WHDI past echter op de belangrijke delen van het beeld een betere foutcorrectie toe dan op minder belangrijke delen. Hierdoor zouden, ondanks fouten bij de draadloze overdracht, voor het menselijk brein geen storingen in het beeld waarneembaar moeten zijn.